# Pedro II. Brazilski
Pedro (Petar) II. Brazilski, poznat i kao Dom Pedro te Pedro Segundo (portugalski: Dom Pedro II. de Alcântra, punim imenom Pedro de Alcântara João Carlos Leopoldo Salvador Bibiano Francisco Xavier de Paula Leocádio Miguel Gabriel Rafael Gonzaga de Bragança e Habsburgo, * Rio de Janeiro, 2. prosinca 1825. - † Pariz, 5. prosinca 1891.), drugi i posljednji brazilski car.
Sin je prvog brazilskog cara Pedra I. Carem je postao 1831., nakon očevog odstupanja, a okrunjen je deset godina kasnije kao petnaestogodišnjak. Vladao je 58 godina i pokazao se dobrim vladarem. Umro je u egzilu u Parizu, a njegovo je tijelo prevezeno 1920. u Brazil, gdje je počivalo u katedrali u Rio de Janeiru sve dok 1939. preminuli car nije pokopan s najvišim počastima u novoizgrađenoj katedrali u Petrópolisu.

## Vanjske poveznice
- Museu Imperial (Carski muzej), Petropolis  Arhivirana inačica izvorne stranice od 6. siječnja 2010. (Wayback Machine) (port.)

### Ostali projekti
|  | Zajednički poslužitelj ima još gradiva o temi Pedro II. Brazilski |